# Percussie-ei
Een percussie-ei is een Latijns-Amerikaans eivormig muziekinstrument dat geluid maakt wanneer het geschud wordt.
Het is een kleinere vorm van de maraka en heeft geen steel. Percussie-eieren worden gebruikt in de sambamuziek.